# Organe subcommissural

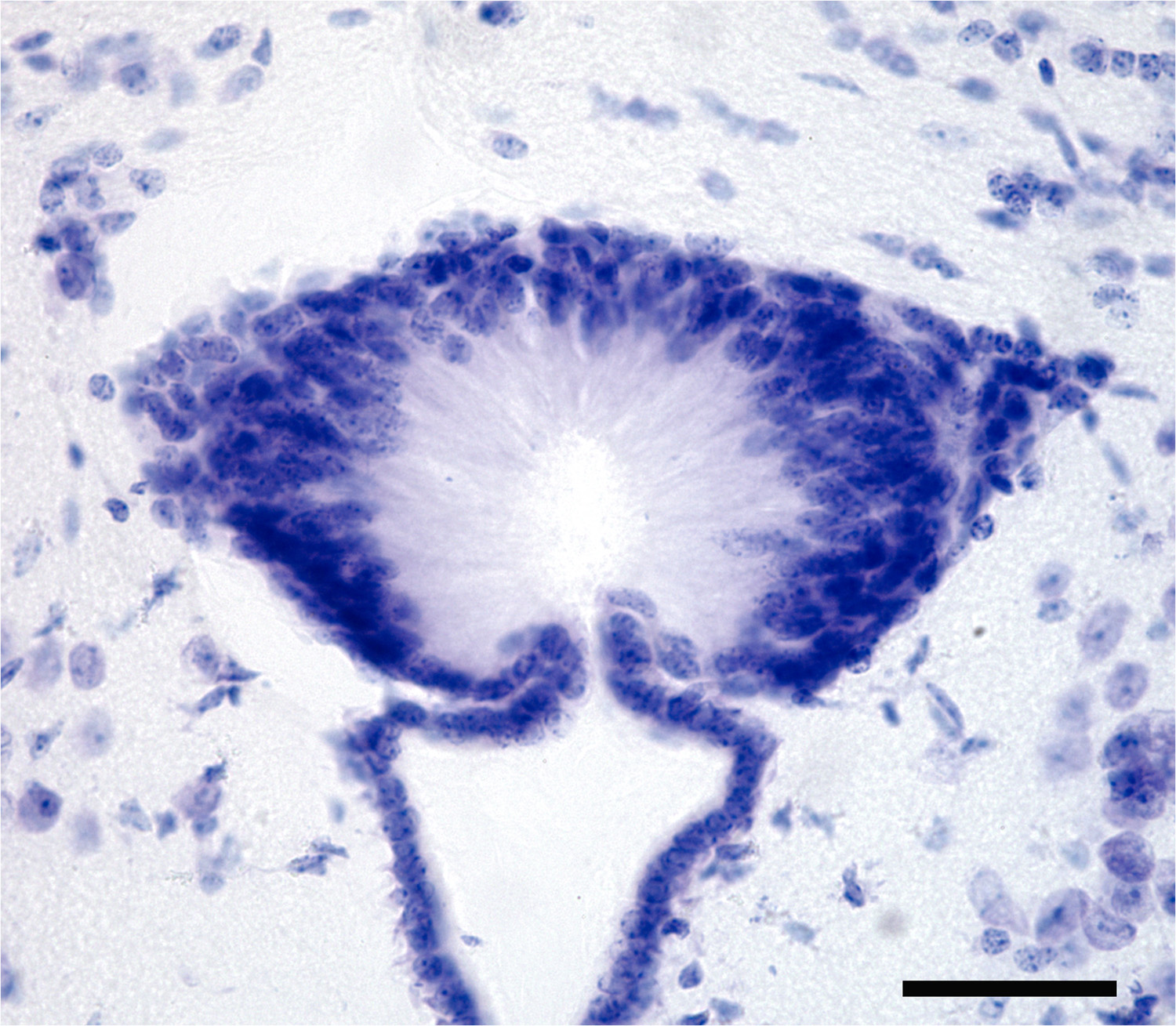
Organe subcommissural chez la souri. L'espace légèrement triangulaire situé sous l'organe sous-commissural fait partie du troisième ventricule, qui est tapissé de cellules épendymaires. Les noyaux cellulaires sont colorés en bleu par une coloration de Nissl. La barre d'échelle représente 50 microns.

L'organe subcommissural est une glande du cerveau. Il s'agit d'un organe circumventriculaire constitué de cellules épendymaires qui sécrètent la SCO-spondine. Son nom est dû à sa localisation en contact avec la commissure postérieure et il est proche de l'aqueduc de Sylvius (l'aqueduc mésencéphalique).